# Kristina Kristiansen
Kristina Kristiansen (ur. 13 lipca 1989 w Taastrup) – duńska piłkarka ręczna, reprezentantka kraju, grająca na pozycji środkowej rozgrywającej. Obecnie występuje w GuldBageren Ligaen, w drużynie Nykøbing Falster Håndboldklub.

## Sukcesy reprezentacyjne
- Mistrzostwa świata w piłce ręcznej kobiet:
  -  2013

## Nagrody indywidualne
- 2014 – najlepsza środkowa rozgrywająca Mistrzostw Europy (Węgry i Chorwacja)